# 日本海タワー

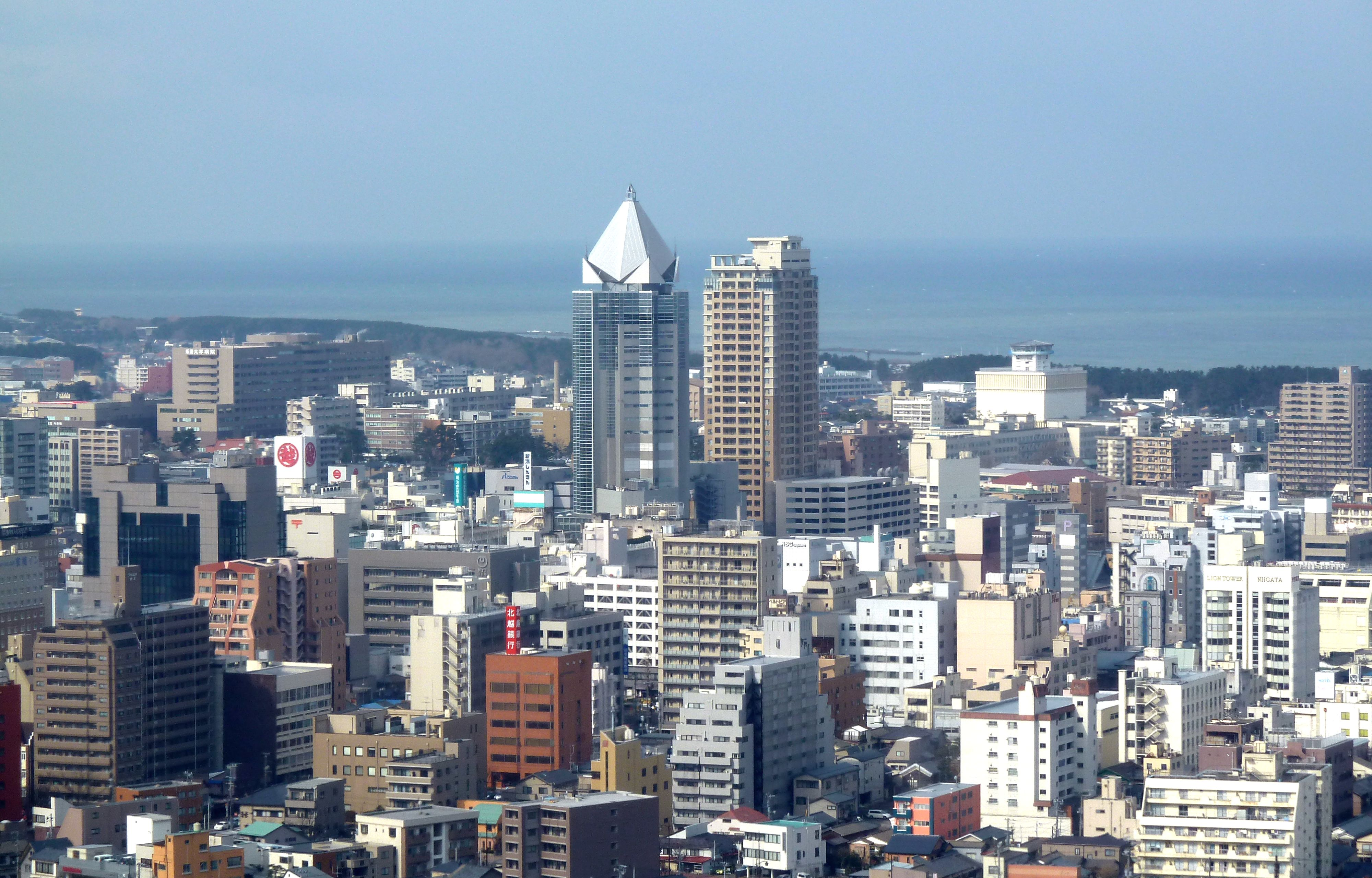
周辺風景
画面右の海岸近く、展望台のある白い四角の建物が日本海タワー。
画面中央の高層ビルはNEXT21とグランドメゾン西堀通タワー

日本海タワー（にほんかいタワー）は、新潟県新潟市中央区旭町通二番町に所在していた展望台である。全高63メートル。
老朽化などのため、2014年（平成26年）6月30日の営業をもって展望台としての供用を終了した。

## 概要
新潟市水道局の水道配水池である南山配水場（なんざんはいすいじょう）の屋上に設置されている回転式の展望台で、施設は新潟市が所有し、運営・管理は市水道局の外郭団体である財団法人新潟水道サービスが行っていた。南山配水場からは新潟島の北中部へ自然流下方式で水道水を供給している。
中央区の中心部、新潟島の中央北部の丘陵地に位置しており、市内はもちろん、晴れた日には日本海、佐渡島、弥彦山などを望むことが出来る。海抜63メートルに設置された展望室は高さ57.05メートルの全面ガラス張りで、約25分で360度回転する。展望室内には喫茶スペースも設けられていた。
元々海に近い場所に立地していることもあって眺望は美しく、北西側は古くからの閑静な住宅街と西海岸公園の防風林、新潟県護国神社などを挟んで日本海、さらに遠くには佐渡島を望む。市民の憩いの場のひとつとして長年親しまれており、夏場には日本海に沈む夕陽も望めるとあって、新潟市の著名なデートスポットの一つでもあった。このため、夏場は日没の時間に合わせ営業時間が延長されていた。
かつて当タワーと並んで新潟市の展望台として営業していた、同区の万代シテイに所在するレインボータワーは、搭乗客はタワーの昇降1往復ごとに完全入れ替え制となっていたが、当タワーの展望室には時間制限などは特に設けられておらず、一度入館すれば営業時間終了まで眺望を楽しむことができた。
展望台としての営業は終了したが、タワー部分を始めとした建物の撤去・解体については2014年度現在においては予定されておらず、配水場としては引き続き利用される。

## 歴史
新潟市水道局南山配水場は、1910年(明治43年)に開設された新潟市初の公共配水設備であるが、第二次世界大戦後の新潟市の人口の増加に伴い、設備の強化が望まれていた。これに対応するため、ビル型配水池として1968年（昭和43年）完成したものが基礎部分のビルディング型配水池である。貯水タンクは、高区用と低区用の上下二層に分けて設けられており、建設当時は日本初の階層式配水池として注目を集めた。
このビル型の構造を活かし、新潟市の水道創設60周年記念事業の一環として、水道に対する知識の普及を主な目的として整備され、開場したのが日本海タワーである。配水池の屋上部分に日本海を一望できる回転式展望台として1970年（昭和45年）8月19日に開業、水道用配水池に設置された展望施設としては当時国内初の施設だった。開場当時の新潟市においては一般入場可能な展望台としては随一の高さを誇り、開場翌年の1971年には年間入場者数は196,000人を数えた。
しかし、配水場は竣工から40年以上を経過して施設や設備の老朽化が著しく、展望台の運転を継続するための更新・改修に多額の費用を要するのに加え、市内中心部では後年、他の高層建築物が開業したことにより、入場者がピーク時の10分の1程度に減少し、2012年度（平成24年度）には約450万円の損失を計上するなど運営状況が悪化していた。こうしたことから新潟市では「展望施設としての役割が終了した」として、日本海タワーの営業を2014年6月30日をもって終了する旨を2013年（平成25年）12月13日に発表した。
2014年3月31日までは従来通り新潟水道サービスが運営し、翌4月1日から営業終了までは新潟市水道局が直接運営を行い、入館料を無料とする措置が取られた。

## 営業内容
営業当時のもの
- 営業時間
  - 9時 - 17時（通常期・3月1日 - 11月30日）

毎年8月1日から中旬にかけて、営業時間が19時30分まで延長される。
  - 10時 - 16時（冬季・12月1日 - 2月末日）
- 定休日
  - 毎週木曜日
- 入館料
  - 大人：300円、子供：100円（小中学生）

※2014年4月1日から6月30日（営業終了）までの間は入館料無料

オープン以来、年末年始や点検時などを除いて通年営業を実施してきたが、老朽化などのため2011年（平成23年）6月30日からは毎週木曜日を定休日とした。

## 交通
営業当時のもの
- 新潟駅万代口バスターミナル11番線から新潟交通バス「12・12A・12B 西循環線・浜浦町方面」「19 水族館線」で「日本海タワー前」下車すぐ
- 同ターミナル13番線から同バス「新潟市観光循環バス」で「日本海タワー前」下車すぐ
  - 観光循環バスの場合、新潟駅前からは白山公園先回り（ドカベン号）が日本海タワー前先着。日本海タワー前からは朱鷺メッセ先回り（犬夜叉号）が新潟駅前先着。
- 国道8号（新潟バイパス）桜木インターチェンジより約15分